# Bum (kabaret)
Bum byl pražský kabaret založený Emilem Arturem Longenem, který existoval pouze krátce v roce 1920. Z jeho členů vzešel základ souboru Revoluční scéna, kterou Longen založil bezprostředně po zániku kabaretu Bum na stejném místě.

## Vznik a působiště
V roce 1920, po neshodách s Jiřím Červeným, majitelem kabaretu Červená sedma, odešel Longen z Červené sedmy a založil vlastní kabaretní podnik s názvem „Bum“. Pro svůj kabaret získal řadu tehdejších hvězd i nadějných komiků. Z Červené sedmy k němu přešli Ferenc Futurista a jeho bratr Eman Fiala, z Rokoka pak Saša Rašilov a Josef Rovenský. Kabaret působil v sále hotelu Adria na Václavském náměstí v Praze.

## Zaměření
Longen usiloval o to, aby repertoár kabaretu Bum zahrnoval groteskní komiku, útočnou a provokující satiru a vysmíval se měšťáctví.

## Členové souboru
V souboru kabaretu Bum se s Longenem sešla řada tehdejších předních pražských komiků, například Vlasta Burian, Karel Noll, Ferenc Futurista, Eman Fiala, Saša Rašilov, Josef Rovenský a Xena Longenová.

## Zánik a jeho důsledky
Existence kabaretu Bum byla velmi krátká, trvala pouhého půl roku. Spolupráce několika výrazných komických osobností se ukázala jako problematická. Hlavní spory probíhaly mezi Futuristou a Burianem, kteří si navzájem přebírali vtipy a dohadovali se o pořadí vystoupení. Po zániku kabaretu Bum založil E. A. Longen na stejném místě divadlo Revoluční scéna, do kterého přešla část souboru.

## Citát
| „                | Longen se šeredně přepočítal. Kvantita se jednoduše neproměňuje v kvalitu. Tak jednoduché to s dialektikou není. A v umění už vůbec ne. Šest komiků najednou bylo příliš mnoho dobrého najednou. Spory mezi nimi byly na denním pořádku. I o to, kdo má dřív vyjít na scénu. Svářeli se hlavně Ferenc Futurista s Burianem. Po půl roce bylo po Bumu. Jeho konec měl však podnětný význam, neboť umožnil vznik Revoluční scény. | “ |
| — Antonín Dvořák | |   |